# Gebäude der Bank of California (San Francisco)

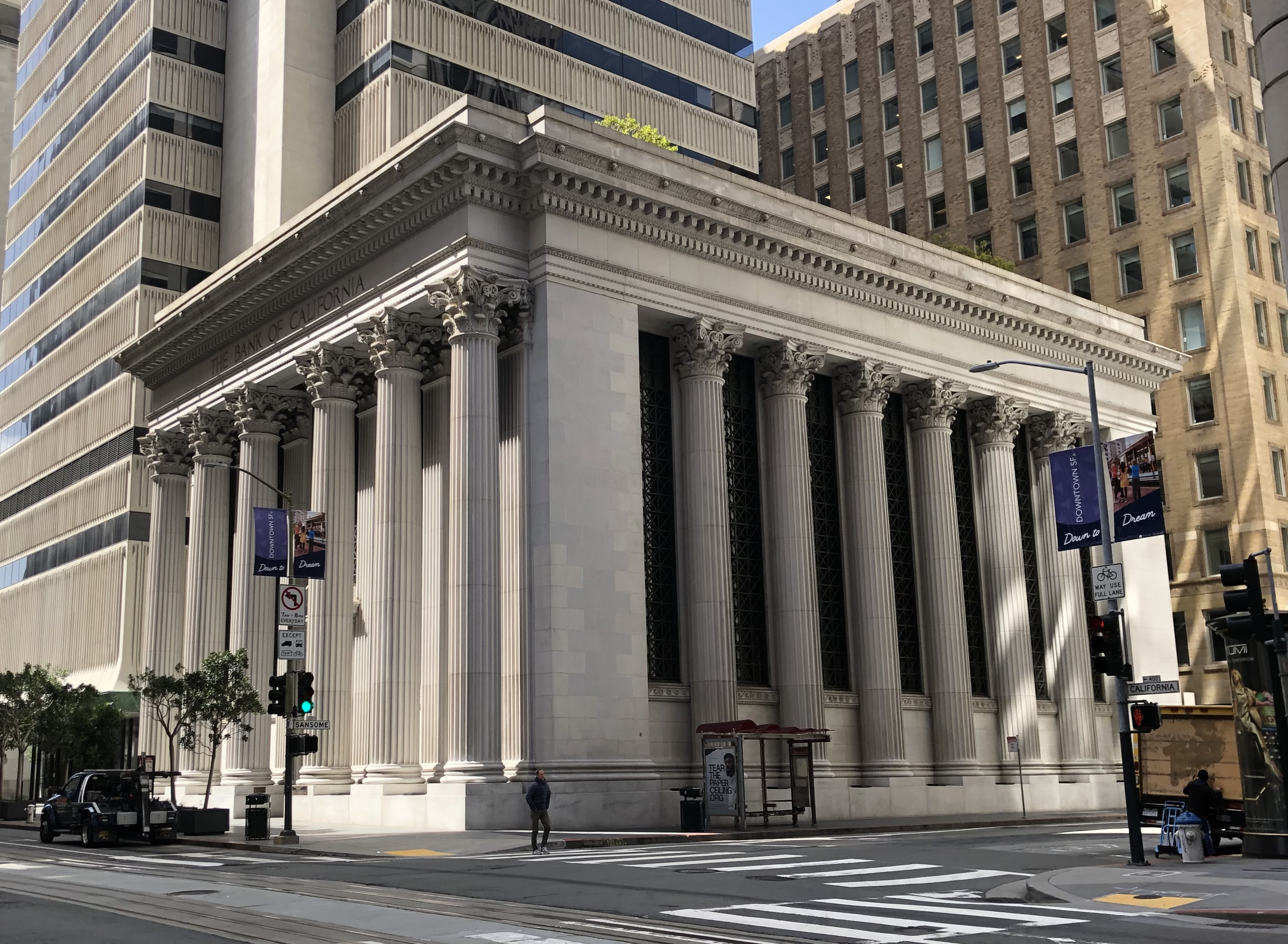
Gebäude der Bank of California, 2023

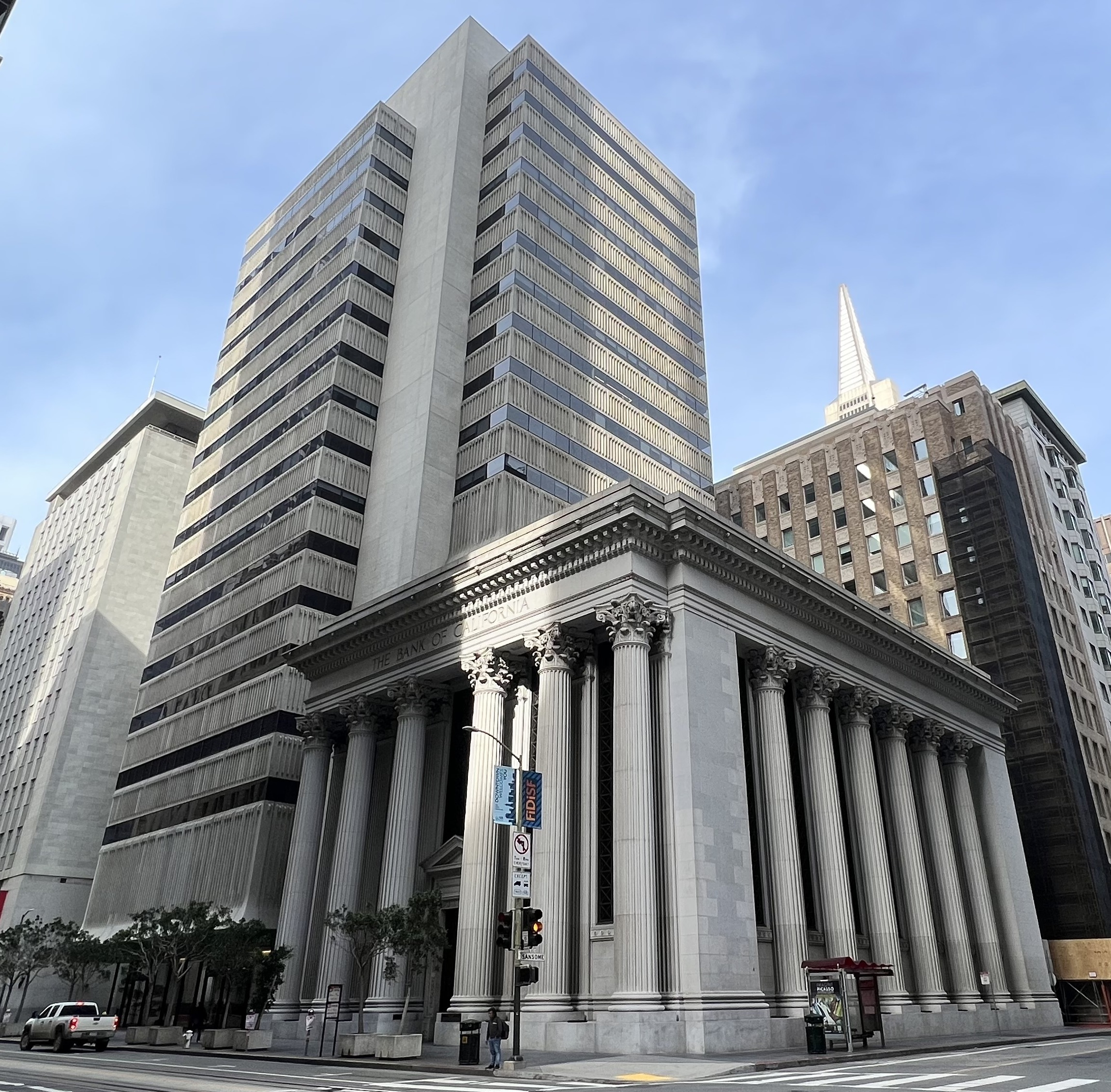
Bank mit Erweiterungsbau, 2022

Das Gebäude der Bank of California ist ein Bankgebäude in San Francisco, Kalifornien. 

## Lage
Das Gebäude befindet sich auf der Nordseite der California Street im Stadtteil Financial District in San Francisco an der Adresse 400 California Street. Östlich verläuft die Sansome Street, nördlich die Halleck Alley.

## Architektur und Geschichte
Der Bau entstand von 1906 bis 1908 für die Bank of California in einem sehr repräsentativen neoklassizistischen Stil. Das dreigeschossige Gebäude erinnert an einen antiken Tempel. Je sechs Korinthische Säulen weisen nach Norden, Osten und Süden. Als Architekten waren Bliss & Faville tätig. Die Gestaltung lehnt sich an das kurz zuvor errichtete Gebäude der Knickerbocker Trust Company in New York an.
Zentral im Haus befindet sich die 15 Meter hohe, bis zum Dach reichende Bankhalle. Sie ist auf drei Seiten von kolossalen Kolonnaden umgeben.  
Ursprünglich dominierte das Gebäude die Umgebungsbebauung, die inzwischen jedoch deutlich höher als das historische Bankgebäude ist. 1967 wurde auf der Westseite ein moderner Erweiterungsbau angefügt. Dieser ist als Hochhaus mit 21 Geschossen und einer Höhe von 95 Metern ausgeführt.
Seit der Fusion der Bank of California mit der Union Bank, gehört der Gebäudekomplex zur Union Bank. Im Erdgeschoss befinden sich heute Läden, Restaurants und Galerien.